# Eparchia ułan-udeńska
Eparchia ułan-udeńska – jedna z eparchii Rosyjskiego Kościoła Prawosławnego z siedzibą w Ułan Ude. Erygowana decyzją Świętego Synodu Rosyjskiego Kościoła Prawosławnego z 2009, poprzez wydzielenie z eparchii czyckiej i krasnokamieńskiej.
5 maja 2015 z eparchii ułan-udeńskiej wydzielono nową administraturę – eparchię siewierobajkalską. Obie eparchie weszły w skład powstałej tego samego dnia metropolii buriackiej.

## Biskupi ułan-udeńscy
- Sawwacjusz (Antonow), 2009–2020 (od 2014 arcybiskup, od 2015 metropolita)
- Józef (Bałabanow), od 2020 (metropolita)

## Monastery
Na terenie eparchii działają trzy klasztory:
- monaster Przemienienia Pańskiego w Posolskim, męski
- monaster Trójcy Świętej w Troickim, męski
- monaster Spotkania Pańskiego w Baturinie, żeński